# Seznam senatorjev sedme italijanske legislature
Seznam senatorjev 7. legilatura Republike Italije je urejen po političnih strankah.

## Krščanska demokracija
- Lucio Abis
- Achille Accili
- Umberto Agnelli
- Alessandro Agrimi
- Urbano Aletti
- Aldo Amadeo
- Oscar Andò
- Beniamino Andreatta
- Giuseppe Avellone
- Carlo Baldi
- Luigi Barbaro
- Paolo Barbi
- Luciano Bausi
- Lucio Benaglia
- Claudio Beorchia
- Giovanni Bersani
- Paolo Bevilacqua
- Carlo Boggio
- Vincenzo Bombardieri
- Adriano Bompiani
- Francesco Paolo Bonifacio
- Luigi Borghi
- Attilio Busseti
- Carlo Buzzi
- Marino Carboni
- Vincenzo Carollo
- Luigi Carraro
- Angelo Castelli
- Onorio Cengarle
- Giuseppe Cerami
- Vittorio Cervone
- Giovanni Silvestro Coco
- Alessandra Codazzi
- Pietro Colella
- Vittorino Colombo
- Vittorino Colombo
- Dionigi Coppo
- Mario Costa
- Dario Cravero
- Luciano Dal Falco
- Errico D'Amico
- Danilo Dè Cocci
- Giorgio Degola
- Onio Della Porta
- Fausto Del Ponte
- Francesco Deriu
- Fabiano De Zan
- Francesco Fabbri (konec mandata 20.1.1977)

Arnaldo Colleselli (začetek mandata 26.1.1977)
- Alessandro Carlo Faedo
- Franca Falcucci
- Amintore Fanfani
- Renzo Forma
- Armando Foschi
- Giuseppe Fracassi
- Luigi Genovese
- Delio Giacometti
- Giuseppe Giovanniello
- Raffaele Girotti
- Bruno Giust
- Guido Gonella
- Franco Alfredo Grassini
- Carlo Grazioli
- Luigi Gui
- Giuliano Gusso
- Lino Innocenti
- Nicola Lapenta
- Giosuè Ligios
- Domenico Raffaello Lombardi
- Siro Lombardini
- Giorgio Longo
- Nicola Mancino
- Peppino Manente Comunale
- Aristide Marchetti
- Giovanni Marcora
- Fermo Mino Martinazzoli
- Giacomo Samuele Mazzoli
- Pietro Mezzapesa
- Giuseppe Miroglio
- Tommaso Morlino
- Antonino Murmura
- Luigi Noè
- Giulio Orlando
- Arturo Pacini
- Pietro Pala
- Carlo Pastorino
- Antonio Pecoraro
- Mario Pedini
- Leandro Rampa
- Francesco Rebecchini
- Cristoforo Ricci
- Camillo Ripamonti
- Antonino Rizzo
- Carlo Romei
- Giorgio Renzo Rosi
- Gian Pietro Emilio Rossi
- Gian Carlo Ruffino
- Carmelo Francesco Salerno
- Tarcisio Salvaterra
- Mario Santi
- Giuseppe Santonastaso
- Adolfo Sarti
- Decio Scardaccione
- Mario Scelba
- Pietro Schiano
- Remo Segnana
- Antonino Senese
- Ignazio Vincenzo Senese
- Nicola Signorello
- Francesco Smurra
- Giovanni Spezia
- Giorgio Spitella
- Gaetano Stammati
- Rodolfo Tambroni Armaroli
- Alfonso Tanga
- Eugenio Tarabini
- Emilio Paolo Taviani
- Elio Tiriolo
- Benedetto Todini
- Giuseppe Tonutti
- Mario Toros
- Renato Treu
- Alfredo Trifogli
- Ferdinando Truzzi
- Mario Valiante
- Vincenzo Vernaschi
- Glicerio Vettori
- Antonio Vitale

## Komunisti
- Giovanni Ayassot (konec mandata 6.7.1977)

Maria Luisa Tourn (zamenjala 7.7.1977)
- Silvano Bacicchi
- Giovanni Bellinzona
- Ettore Benassi
- Gianfilippo Benedetti
- Carlo Bernardini
- Antonio Berti
- Arrigo Boldrini
- Cleto Boldrini
- Rodolfo Pietro Bollini
- Renzo Bonazzi
- Giorgio Bondi
- Paolo Bufalini
- Franco Calamandrei
- Alessandro Carri
- Domenico Cazzato
- Gerardo Chiaromonte
- Walter Chielli
- Aurelio Ciacci
- Napoleone Colajanni
- Arturo Raffaello Colombi
- Anna Conterno Degli Abbati
- Armando Cossutta
- Francesco Paolo D'Angelosante
- Giorgio De Sabbata
- Domenico De Simone
- Claudio Donelli
- Girolamo Federici
- Carlo Fermariello
- Claudio Ferrucci
- Raffaele Gadaleta
- Giuseppe Garoli
- Gabriella Gherbez
- Vito Giacalone
- Daverio Clementino Giovannetti
- Renato Guttuso
- Michele Iannarone
- Mario Li Vigni
- Franco Luberti
- Giovanna Lucchi
- Francesco Lugnano
- Emanuele Macaluso
- Pietro Maccarrone
- Simona Mafai De Pasquale
- Roberto Maffioletti
- Cesare Margotto
- Andrea Mascagni
- Modesto Gaetano Merzario
- Giorgio Milani
- Enzo Mingozzi
- Michele Miraglia
- Enzo Modica
- Antonio Mola
- Ezio Ottaviani
- Domenico Paciello (konec mandata 24.11.1976)

Lionello Franco Romania (začetek mandata 2.12.1976)
- Ugo Pecchioli
- Emilio Pegoraro
- Umile Francesco Peluso
- Domenico Peritore
- Generoso Petrella
- Pietro Pinna
- Antonino Piscitello (konec mandata 20.12.1978)

Salvatore Rindone (začetek mandata 21.12.1978)
- Michele Pistillo
- Sergio Pollastrelli
- Carlo Pollidoro
- Tonino Rapposelli
- Antonio Romeo
- Raffaele Rossi
- Ada Valeria Ruhl Bonazzola
- Pasquale Salvucci
- Irmo Sassone
- Donato Scutari
- Mario Sestito
- Evaristo Sgherri
- Vincenzo Sparano
- Vera Squarcialupi
- Umberto Terracini
- Araldo Tolomelli
- Luigi Tropeano
- Giovanni Battista Urbani
- Pietro Valenza
- Dario Valori
- Savino Giuseppe Vania
- Nereo Vanzan
- Mario Venanzi
- Protogene Veronesi
- Giuseppe Vignolo
- Claudio Villi
- Giuseppe Vitale
- Paolo Zanini (in carica dal 21.12.1978)
- Agostino Zavattini
- Angelo Ziccardi

## Italijanska socialistična stranka
- Aldo Ajello (2.5.1979 izstopil iz stranke)
- Francesco Albertini
- Guido Albino Campopiano
- Giacomo Carnesella
- Edoardo Catellani
- Renato Colombo
- Sauro Dalle Mura
- Salvatore De Matteis
- Francesco Di Nicola
- Fabio Fabbri
- Francesco Fossa
- Livio Labor
- Bruno Lepre
- Bruno Luzzato Carpi
- Fabio Maravalle
- Giacinto Minnocci
- Pietro Nenni
- Domenico Pittella
- Carlo Polli
- Luciano Rufino
- Gaetano Scamarcio
- Domenico Segreto
- Augusto Talamona
- Italo Viglianesi
- Mario Vignola
- Agostino Viviani
- Sisinio Zito

## Neodvisna levica
- Lelio Basso (konec mandata 16.12.1978)
- Giuseppe Branca
- Paolo Brezzi
- Giovanni Giudice
- Mario Gozzini
- Antonio Guarino
- Raniero La Valle
- Aldo Masullo
- Mario Melis
- Adriano Ossicini
- Nino Pasti
- Tullia Romagnoli Carettoni
- Angelo Romanò
- Tullio Vinay

## Italijansko socialno gibanje - nacionalna desnica
- Giuseppe Abbadessa
- Giovanni Artieri
- Giuseppe Basadonna
- Uberto Fulvio Bonino
- Giovanni Gatti
- Antonino La Russa
- Domenico Manno
- Biagio Pecorino
- Giorgio Pisanò
- Armando Plebe
- Mario Tedeschi

## Socialdemokratsko - liberalna stranka
- Vincenzo Bettiza
- Luigi Buzio
- Sergio Fenoaltea
- Antonino Occhipinti
- Dino Riva
- Giosi Roccamonte
- Giuseppe Saragat
- Dante Schietroma

## Nacionalna demokracija
- Giovanni Artieri
- Giuseppe Basadonna
- Giovanni Gatti
- Domenico Manno
- Armando Plebe
- Mario Tedeschi

## Socialdemokratska stranka Italije
- Luigi Buzio
- Sergio Fenoaltea
- Giosi Roccamonte
- Giuseppe Saragat

## Republikanci
- Eugenio Montale
- Pietro Pitrone (konec mandata 21.3.1978)

Giuseppe Ciresi (začetek mandata 5.4.1978)
- Bruno Visentini

## Mešana
- Pietro Fosson
- Giovanni Gronchi (konec mandata 17.10.1978)
- Giovanni Leone (začetek mandata 13.7.1978)
- Karl Mitterdorfer
- Eugenio Montale
- Biagio Pinto
- Pietro Pitrone
- Giovanni Spadolini
- Bruno Visentini
- Cesare Zappulli